# Manton (Rutland)
Manton è un paese della contea del Rutland, in Inghilterra.